# Jules Méline
Jules Méline (ur. 20 maja 1838, zm. 21 grudnia 1925) – francuski polityk czasów III Republiki, premier Francji oraz mąż stanu.
Méline urodził się w 1838 roku w Remiremont. W młodości studiował prawo a następnie pracował jako profesor prawa. 1872 roku został wybrany do Zgromadzenia Narodowego. W parlamencie reprezentował departament Wogezy.
Jako polityk działa na rzecz ochrony przemysłu francuskiego. W 1883 roku został wybrany na stanowisko ministra rolnictwa. W 1886 roku objął stanowisko premiera Francji, zastępując na tym stanowisku Léona Bourgeoisa. Urząd premiera pełnił przez ponad dwa lata, 28 czerwca 1898 zrezygnował z urzędu na rzecz Henri Brissona.
W ciągu następnych lat Meline pełnił stanowisko jako prezydent Zgromadzenia Narodowego. Po odejściu z polityki napisał książkę pt. Le Retour de la terre et Ia surproduction industrielle, tout en faveur de l'agriculture.
Jules Méline zmarł w 1925 roku w Paryżu w wieku 87 lat.